# Wiktar Kakouka
Wiktar Fiodarawicz Kakouka (biał. Віктар Фёдаравіч Какоўка, ros. Виктор Фёдорович Каковка, Wiktor Fiodorowicz Kakowka; ur. 15 stycznia 1949) – białoruski polityk, w latach 1990–1995 deputowany do Rady Najwyższej Białoruskiej SRR/Rady Najwyższej Republiki Białorusi XII kadencji; członek Opozycji BNF – frakcji parlamentarnej partii Białoruski Front Ludowy (Biełaruski Narodny Front), o charakterze antykomunistycznym i niepodległościowym.

## Życiorys
Ukończył Leningradzki Uniwersytet Państwowy. Pracował jako inżynier technolog w Nowopołockiej Fabryce „Izmieritiel”. W 1990 roku został wybrany na deputowanego ludowego do Rady Najwyższej Białoruskiej SRR z Nowopołockiego-Industrialnego Okręgu Wyborczego Nr 176 w obwodzie witebskim. Wchodził w skład Komisji Rady Najwyższej ds. Rozwoju Przemysłu, Energetyki, Transportu, Łączności i Informatyki, Komisji ds. Etyki Deputackiej oraz Komisji Konstytucyjnej (od 20 lipca 1990 roku). Brał udział w opracowaniu i przyjęciu Deklaracji o Państwowej Suwerenności Białorusi, przygotowaniu projektów ustaw na nadzwyczajnej sesji Rady Najwyższej 24–25 sierpnia 1991 roku, w czasie której ogłoszono niepodległość Białorusi.
Po tym, jak doznał na sali obrad zawału mięśnia sercowego, zmuszony był ograniczyć swoje zaangażowanie w działalność Opozycji BNF.
W 2010 roku Zianon Pazniak opisał w swoich wspomnieniach Wiktara Kakoukę z początku lat 90. następująco:

Bardzo żywy i aktywny człowiek. Interesował się ekonomią i stosunkami produkcji. Z zasady uczestniczył w dyskusjach, lubił czasem poteoretyzować, miał krytycznie nastawiony umysł. Niestety, trochę mu się nie poszczęściło (…) było to i nasze wspólne nieszczęście, bo dotyczyło nas wszystkich. Wszyscy już wiedzieliśmy, że zdrowie jest czynnikiem polityki.